# エスタディオ・ナシオナル (リスボン)
エスタディオ・ナシオナル（Estádio Nacional）はポルトガルの首都リスボン郊外のオエイラスにある国立競技場。ナシオナルはジャモル国立スポーツセンターの一部となっている。

## 概要
1944年に完成。長年にわたってサッカーポルトガル代表の試合などが行われていた。ダ・ルスが改修工事で使えなった関係で一時はベンフィカのホームスタジアムとしても使用されていた。1967年にはUEFAチャンピオンズカップの決勝が行われた。